# Celler del Sindicat Agrícola (Vila-rodona)
El Celler del Sindicat Agrícola és una obra noucentista de Vila-rodona (Alt Camp) inclosa a l'Inventari del Patrimoni Arquitectònic de Catalunya.

## Descripció
Edifici entre mitgeres, de planta rectangular i coberta a dues vessants. A l'interior presenta una gran nau amb encavallades de fusta.
La façana que dona al carrer Enric Benet té una organització simètrica. A la part inferior, centrada, s'obre la porta d'accés, d'arc compost convex i còncau. Damunt la porta hi ha una finestra triple que en repeteix el tipus d'arc i que serveix per a la il·luminació de l'interior. La façana es corona amb una motllura sinuosa que es trenca per emmarcar l'espai de les obertures i accentuar la verticalitat el conjunt.
L'obra es troba arrebossada i pintada.

## Història
L'edifici en el seu origen era un magatzem, propietat del Sr. Muñoz. S'incendià se'n va fer la reconstrucció al mateix temps que s'edificava l'altre celler, de Cèsar Martinell. Se'n va fer càrrec la Cooperativa Agrícola de Vila-rodona.
En l'actualitat es troba encara en ús, tot i que amb una funció secundària de magatzem, quan l'altra cooperativa es troba plena, raó per la qual els seus dipòsits s'han malmès.
El procés d'elaboració del vi es fa a l'edifici de Martinell. La Cooperativa va cedir els terrenys que abans eren la part de producció per al Casal del Vila.